# Force India VJM03
Force India VJM03 byl vůz Formule 1 navržený a vyrobený týmem Force India pro sezónu 2010. Řídili jej Adrian Sutil a Vitantonio Liuzzi a byl představen online 9. února 2010. Vůz měl premiéru na trati následující den při druhém skupinovém testu na okruhu Circuito de Jerez . V Bahrajnu skončil Sutil první v prvním tréninku. Sutil a Liuzzi se poté kvalifikovali na 10. a 12. místě. Liuzzi skončil devátý a získal dva body, zatímco Sutil se roztočil na oleji, který unikl z vozu Marka Webbera z týmu Red Bull a skončil mimo body na dvanácté pozici.
Vůz VJM03 stavěl na pokroku dosaženém s vozem z roku 2009 a byl hned po představení považován za uchazeče o body. Ale tým ztratil v první polovině sezóny několik špičkových členů. Mezi nimi byl i Ian Phillips, který v týmu působil od sezóny 1991, kdy tým závodil ještě jako Jordan. Jako další opustil tým James Key, který odešel do Sauberu. O čtyři měsíce později skončil i jeho nástupce Mark Smith, který zamířil do Lotusu.
Ztráta dvou hlavních technických inženýrů měla nevyhnutelný vliv na vývoj vozu. Ačkoli pro VJM03 (v Turecku a Maďarsku) dorazila vylepšení, tým je ne vždy uvedl do konzistentního provozu. Liuzzi se zvláště potýkal s problémy se zadním křídlem.
Rozdíl mezi Liuzzim a Sutilem byl velký. Liuzzi byl obvykle v kvalifikaci porážen svým týmovým kolegou a rozdíl byl často v rozmezí půl až celé sekundy. Liuzziho nejlepší kvalifikační výkon bylo šesté místo v Kanadě. Ale nadějný výsledek z kvalifikace byl zkažen hned po startu v první zatáčce po kolizi s Felipem Massou.

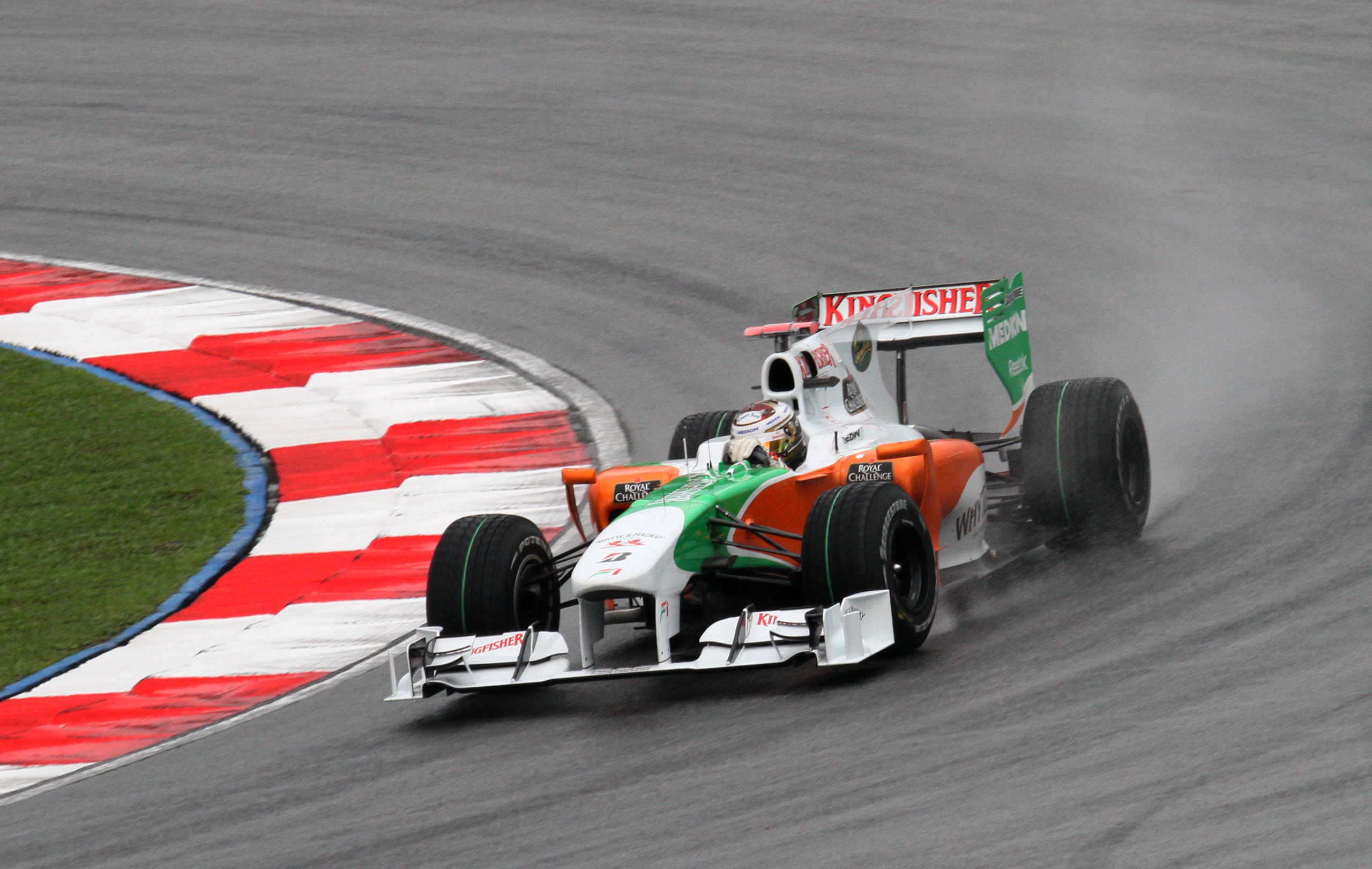
Adrian Sutil se kvalifikoval jako čtvrtý na Grand Prix Malajsie.

## Kompletní výsledky ve Formuli 1
| Legenda k tabulce | Legenda k tabulce                                                                       |
| Barva             | Výsledek                                                                                |
| ----------------- | --------------------------------------------------------------------------------------- |
| Zlatá             | Vítěz                                                                                   |
| Stříbrná          | 2. místo                                                                                |
| Bronzová          | 3. místo                                                                                |
| Zelená            | Bodované umístění                                                                       |
| Modrá             | Nebodované umístění                                                                     |
| Modrá             | Dokončil neklasifikován (NC)                                                            |
| Fialová           | Odstoupil (Ret)                                                                         |
| Červená           | Nekvalifikoval se (DNQ)                                                                 |
| Červená           | Nepředkvalifikoval se (DNPQ)                                                            |
| Černá             | Diskvalifikován (DSQ)                                                                   |
| Bílá              | Nestartoval (DNS)                                                                       |
| Bílá              | Závod zrušen (C)                                                                        |
| Světle modrá      | Pouze trénoval (PO)                                                                     |
| Světle modrá      | Páteční testovací jezdec (TD)                                                           |
| Bez barvy         | Netrénoval (DNP)                                                                        |
| Bez barvy         | Vyřazen (EX)                                                                            |
| Bez barvy         | Nepřijel (DNA)                                                                          |
| Bez barvy         | Odvolal účast (WD)                                                                      |
| Bez barvy         | Nezúčastnil se (prázdné)                                                                |
| Označení          | Význam                                                                                  |
| Tučnost           | Pole position                                                                           |
| Kurzíva           | Nejrychlejší kolo                                                                       |
| †                 | Jezdec nedojel do cíle, ale byl klasifikován, protože odjel více než 90 % délky závodu. |
| ‡                 | Byl udělován poloviční počet bodů, protože bylo odjeto méně než 75 % délky závodu.      |
| Horní index       | Umístění bodujících jezdců ve sprintu                                                   |

| Rok  | Tým                 | Motor               | Pneumatiky | Jezdci            | 1   | 2   | 3   | 4   | 5   | 6   | 7   | 8   | 9   | 10  | 11  | 12  | 13  | 14  | 15  | 16  | 17  | 18  | 19  | Body | Umístění |
| ---- | ------------------- | ------------------- | ---------- | ----------------- | --- | --- | --- | --- | --- | --- | --- | --- | --- | --- | --- | --- | --- | --- | --- | --- | --- | --- | --- | ---- | -------- |
| 2010 | Force India F1 Team | Mercedes FO 108X V8 | B          |                   | BHR | AUS | MAL | CHN | ESP | MON | TUR | CAN | EUR | GBR | GER | HUN | BEL | ITA | SIN | JPN | KOR | BRA | ABU | 68   | 7. místo |
| 2010 | Force India F1 Team | Mercedes FO 108X V8 | B          | Adrian Sutil      | 12  | Ret | 5   | 11  | 7   | 8   | 9   | 10  | 6   | 8   | 17  | Ret | 5   | 16  | 9   | Ret | Ret | 12  | 13  | 68   | 7. místo |
| 2010 | Force India F1 Team | Mercedes FO 108X V8 | B          | Vitantonio Liuzzi | 9   | 7   | Ret | Ret | 15† | 9   | 13  | 9   | 16  | 11  | 16  | 13  | 10  | 12  | Ret | Ret | 6   | Ret | Ret | 68   | 7. místo |